# West Smithfield
West Smithfield es un lugar designado por el censo ubicado en el condado de Johnston en el estado estadounidense de Carolina del Norte. La localidad en el año 2000, tenía una población de 59 habitantes en una superficie de 1,4 km², con una densidad poblacional de 43,1 personas por km².

## Geografía
West Smithfield se encuentra ubicado en las coordenadas 35°32′22″N 78°22′36″O / 35.53944, -78.37667. Según la Oficina del Censo, la localidad tiene un área total de 1,4 km² (0,5 mi²), de la cual 1,4 km² (0,5 mi²) es tierra y 0 km² (0 mi²) (0.0%) es agua.

### Localidades adyacentes
El siguiente diagrama muestra a las localidades en un radio de 12 kilómetros (7,5 mi) de West Smithfield.

## Demografía
En el 2000 la renta per cápita promedia del hogar era de $47.500, y el ingreso promedio para una familia era de $56.071. El ingreso per cápita para la localidad era de $22.834. En 2000 los hombres tenían un ingreso per cápita de $19.773 contra $50.556 para las mujeres. Ninguno de la población estaba bajo el umbral de pobreza nacional.